# General Maynard
General Maynard este un oraș în Sergipe (SE), Brazilia.